# 羅莎琳德·皮特-里弗斯
羅莎琳德·維納蒂亞·萊恩·福克斯·皮特-里弗斯 FRS（1907年3月4日—1990年1月14日）是一名英國生物化學家。1971年，她成為歐洲甲狀腺協會的第二任主席；她接替讓·羅氏（Jean Roche）的位置，傑克·格羅斯也緊隨其後，這三個人的名字都與甲狀腺激素三碘甲狀腺原氨酸（T3）的發現密不可分。

## 早年生活和教育
皮特-里弗斯原名羅莎琳德·維納蒂亞·亨利（Rosalind Venetia Henley），於1907年3月4日出生於倫敦曼斯菲爾德街18號，是第5長槍兵團上尉安東尼·莫頓·亨利（Anthony Morton Henley）和妻子西爾維亞·勞拉·斯坦利（Sylvia Laura Stanley）的四個女兒中的長女。她的父親是第三代亨利男爵安東尼·亨利的三子，母親是奧爾德利的斯坦利男爵的女兒。
她在家中接受教育，13歲時進入諾丁山中學。她對化學的興趣始於12歲，當時一位叔叔送給她一套化學試劑。她後來就讀於倫敦大學貝德福德學院，1930年以一等優異成績獲得理學學士學位，1931年獲得理學碩士學位。

## 個人生活
1931年，她與喬治·皮特-里弗斯結婚，成為他的第二任妻子。喬治·皮特-里弗斯是人類學家和優生學家，英格蘭最富有的人之一，他是奧古斯都·皮特-里弗斯的孫子，奧古斯都·皮特-里弗斯在牛津建立了以他的名字命名的人類學博物館。她成了他第一次婚姻所生的兩個男孩麥可和朱利安的繼母。1932年，她生下兒子安東尼（Anthony），但這段婚姻於1937年解除。
在婚姻存續期間，她的丈夫變得越來越支持優生學和反猶太主義，與德國優生學家走得越來越近，並對墨索里尼和希特勒大加讚賞。1940年，他根據《國防條例》第18B條被關押。

## 職業生涯
1937年離開喬治·皮特-里弗斯後，她重返校園，並於1939年獲得UCL大學醫學院生物化學博士學位。
1942年，她加入國家醫學研究院（NIMR），該研究所是英國醫學研究委員會（MRC）最大的研究所。後來，她成為化學部負責人，並於1972年退休。
1952年，她與傑克·格羅斯合作發現了T3激素，並在《柳葉刀》上發表他們的研究成果，她因此獲得國際認可。1954年，她獲選為英國皇家學會院士。1973年，她被授予倫敦貝德福德學院研究員稱號；1983年，她被授予英國皇家醫學會榮譽研究員稱號；1986年，她被授予英國皇家內科醫學院榮譽研究員稱號。
她與亞姆舍·R·塔塔合作出版的著作包括《甲狀腺激素》（1959年）、《甲狀腺疾病的化學》（1960年）以及《甲狀腺》（與W·R·特羅特合作，1964 年）。